# Abesinija (jezero)
Abesinija je umjetno jezero u Zagrebačkoj županiji. Nalazi se u blizini naselja Otok Svibovski, Otok Nartski i Svibje u sastavu općine Rugvica i rijeke Save. Najveće je jezero u općini Rugvica; ima površinu 0,456 km², prosječna dubina je 4 m. Nastalo je 70-ih godina 20. stoljeća vađenjem šljunka za izgradnju autoceste A3. U jezeru živi veliki broj vrsta riba: babuške, štuke, šarani, somovi, crvenperke, žutooke, sunčanice, klenovi, plotice, diveri i patuljasti somići.